# 埃米莉·福特
埃米莉·福特（英語：Emily Ford，1994年11月8日—），英国女子赛艇运动员。她曾代表英国参加2020年和2024年夏季奥林匹克运动会赛艇比赛，其中2024年奥运会获得一枚铜牌。